# BitComet
BitComet is een  BitTorrent-client waarmee men bestanden kan zoeken, uploaden en downloaden. Het programma is beschikbaar voor Windows en macOS en is geschreven in C++.
Vroeger werd bij de installatie van BitComet Google Toolbar standaard geïnstalleerd, wat de privacy van de gebruiker niet ten goede kwam: alle zoekopdrachten die ingegeven werden, werden doorgegeven aan Google, dat de gegevens gebruikt voor het personaliseren van de zoekresultaten en het tonen van relevante reclamelinks.

## Functies
- Gelijktijdige downloads
- Downloadwachtrijen
- Snel hervatten
- Chatten
- Snelheidsbeperkingen
- IP-filter
- 64 bitondersteuning

BitComet biedt ook een embedded Internet Explorer window aan. Dit maakt het zoeken naar een gewenste torrent makkelijker. Er is een standaardlijst van websites die torrents aanbieden toegevoegd. Deze lijst is aanpasbaar aan de voorkeuren van de gebruiker. Er komen echter veel script errors voor in de ingesloten browsermodule.